# Ликиса (округ)
Ликиса (тетум Likisá, порт. Liquiçá) — один из 13 округов Восточного Тимора, административный центр округа также носит название Ликиса. Площадь составляет 550,95 км².

## География
Округ расположен в северо-западной части страны и граничит с округами Дили — (на востоке), Айлеу — (на юго-востоке), Эрмера — (на юге) и Бобонару — (на юго-западе). На севере округ омывается водами моря Саву. Высшей точкой округа является гора Фохо-Кутулау, высота которой составляет 1410 м над уровнем моря. Другая высокая гора — Фатумасин (1369 м).

## Население
Население округа по данным на 2010 год составляет 63 403 человека; для сравнения, на 2004 год оно насчитывало 54 834 человека. Плотность населения — 115,08 чел,/км². Средний возраст населения составляет 18,6 лет. В период с 1990 по 2004 годы средний ежегодный прирост населения составил 1,55 %.
69,9 % населения говорят на языке токодеде; 18,2 % — на мамбаи; 10,8 % — на тетум. Распространены также другие местные языки и диалекты. 39,2 % населения владеют языком тетум (включая тех, для которых он является вторым и третьим языками); 33,6 % владеют индонезийским и 11,0 % — португальским. 61,9 % населения неграмотны (66,9 % женщин и 57,1 % мужчин). Только 7,7 % лиц старше 18 лет закончили среднюю школу (5,9 % женщин и 9,4 % мужчин).
По данным на 2004 год 95,1 % населения составляют католики; 1,8 % — приверженцы традиционных анимистических верований; 2,5 % — протестанты и 0,1 % — мусульмане.

## Административное деление
В административном отношении подразделяется на 3 подрайона:

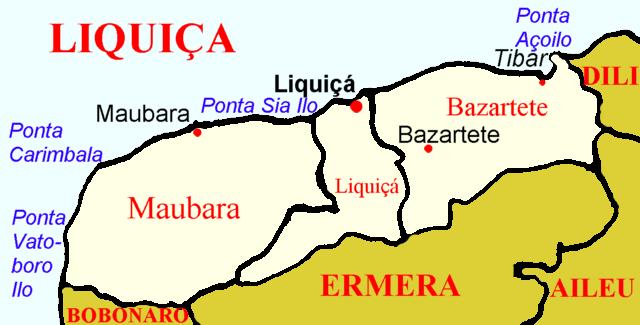
Административное деление района

| Подрайон  | Население, чел. (2010) | Площадь, км² |
| --------- | ---------------------- | ------------ |
| Базартете | 23 955                 | 187,53       |
| Ликиса    | 20 938                 | 98,58        |
| Маубара   | 18 510                 | 264,84       |

## Галерея

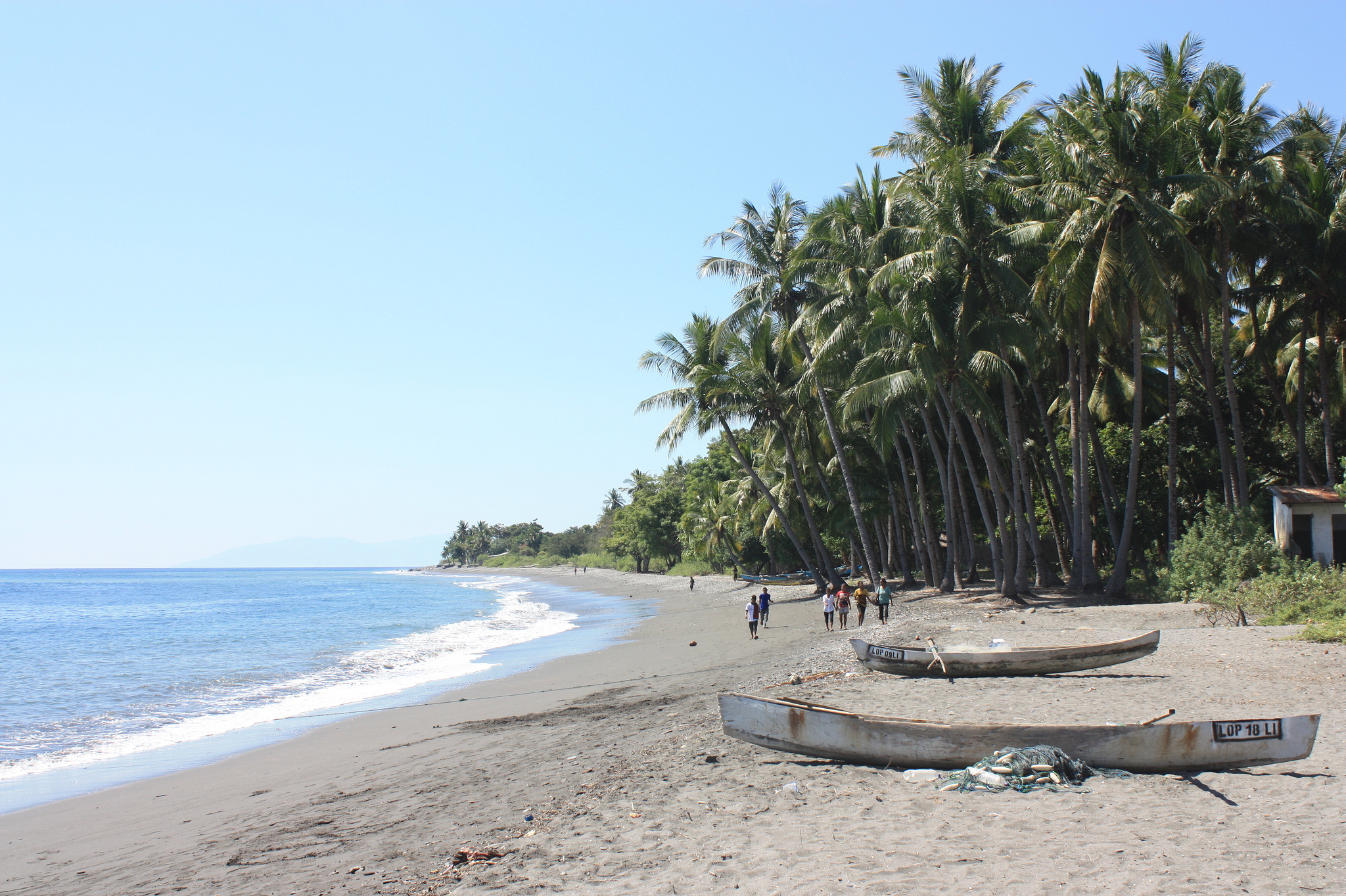
Пляж в Ликиса
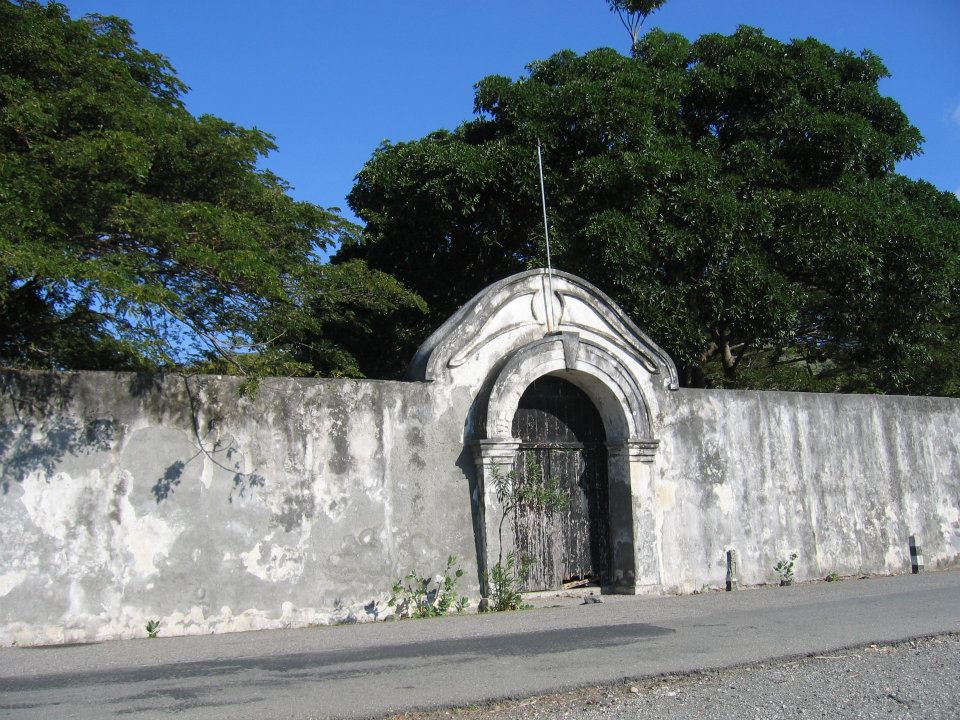
Форт Маубара
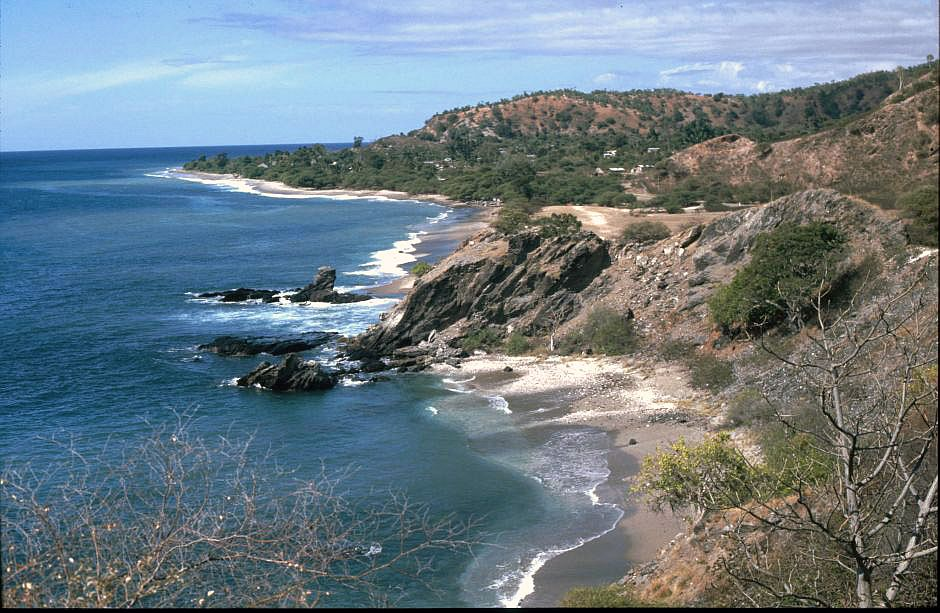
Побережье между Дили и Ликиса
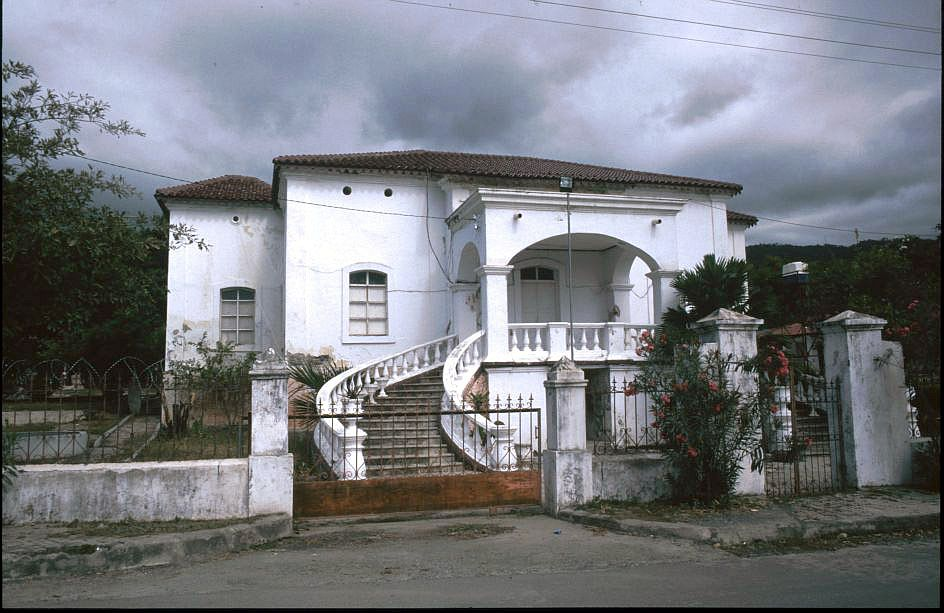
Португальская вилла в Ликиса
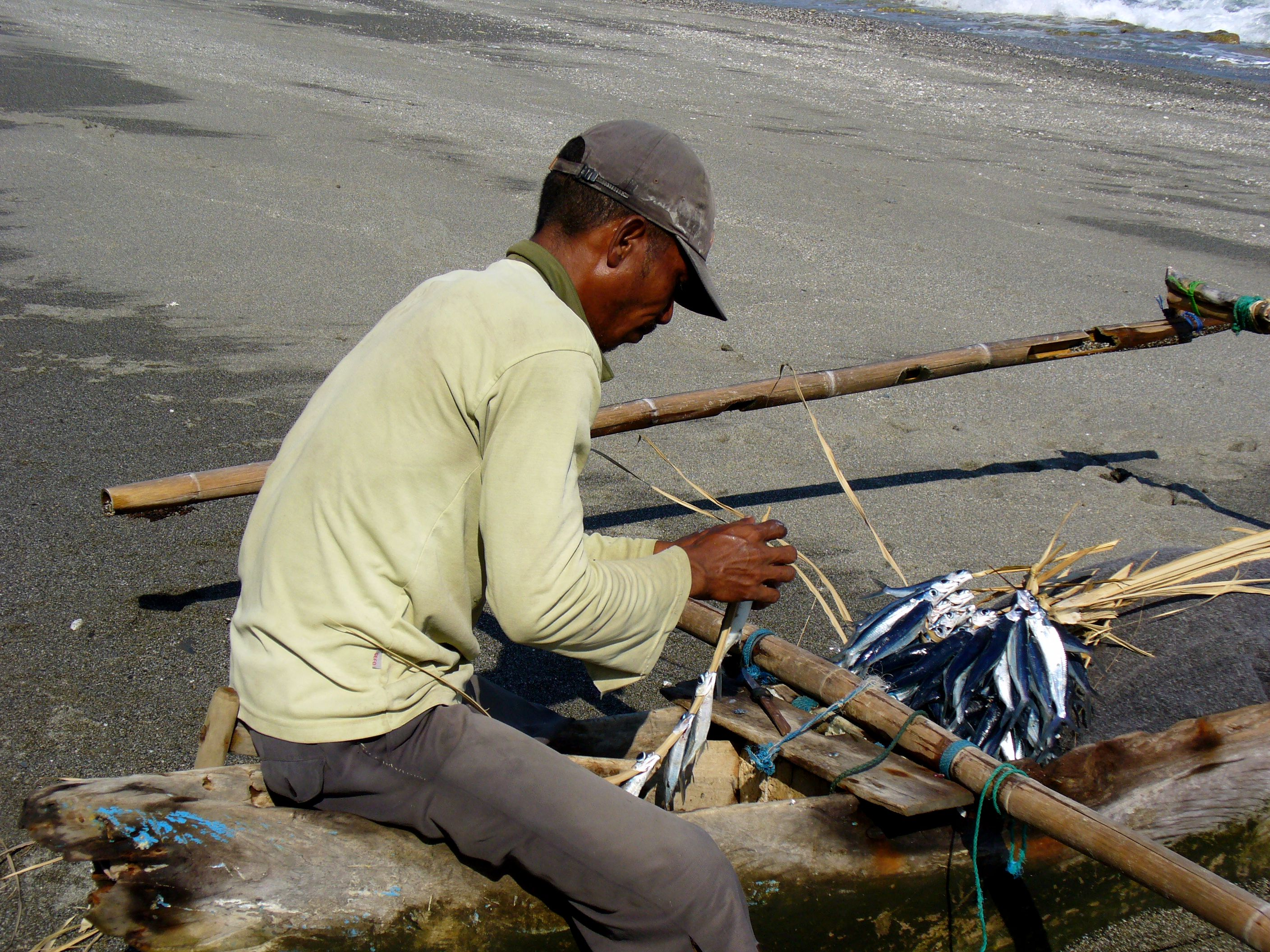
Рыбак в городе Ликиса